# Eleições parlamentares de Cabo Verde de 2021
As eleições parlamentares no Cabo Verde de 2021 foram realizadas em 18 de abril para eleger os 72 membros do parlamento.
O Movimento para a Democracia voltou a vencer as eleições legislativas pela segunda vez consecutiva, mantendo a maioria absoluta. A vitória do MpD foi clara ao conseguir 48,8% dos votos, embora tenha perdido dois deputados e elegido 38 deputados.
O Partido Africano da Independência de Cabo Verde não conseguiu destronar o MpD do poder e praticamente repetiu os resultados de 2016 ao obter 38,6%. A líder Janira Hopffer Almada demitiu-se como consequência da derrota eleitoral.
Por fim, destacar os 9% obtidos pela União Caboverdiana Independente e Democrática que continuava com o seu crescimento eleitoral iniciado em 2006, obtendo o seu melhor resultado de sempre.
A abstenção voltou a subir em comparação com as eleições anteriores ao ficar-se pelos 42,5%.

## Resultados Oficiais
| Partido                 | Partido                                         | Votos   | %               | +/-     | Deputados | +/-     |
| ----------------------- | ----------------------------------------------- | ------- | --------------- | ------- | --------- | ------- |
|                         | Movimento para a Democracia                     | 110 121 | 48,78 / 100,00  | 5,70    | 38 / 72   | 2       |
|                         | Partido Africano da Independência de Cabo Verde | 87 063  | 38,56 / 100,00  | 0,40    | 30 / 72   | 1       |
|                         | União Caboverdiana Independente e Democrática   | 19 834  | 8,79 / 100,00   | 1,92    | 4 / 72    | 1       |
|                         | Partido de Trabalho e Solidariedade             | 2 088   | 0,93 / 100,00   | 0,88    | 0 / 72    | Estável |
|                         | Partido Popular                                 | 756     | 0,34 / 100,00   | Estável | 0 / 72    | Estável |
|                         | Partido Social Democrático                      | 271     | 0,12 / 100,00   | 0,02    | 0 / 72    | Estável |
| Votos Inválidos         | Votos Inválidos                                 | 5 509   | 2,44 / 100,00   | 0,79    |           |         |
| Total                   | Total                                           | 225 761 | 100,00 / 100,00 |         | 72 / 72   |         |
| Eleitorado/Participação | Eleitorado/Participação                         | 392 899 | 57,46 / 100,00  | 8,51    |           |         |
| Fonte                   | Fonte                                           | [ 2 ]   | [ 2 ]           | [ 2 ]   | [ 2 ]     | [ 2 ]   |

## Resultados por Distrito Eleitoral
| Distrito                | %     | D   | %     | D     | %     | D    | %    | D   | %    | D  | %    | D   | D  | Votantes |
| Distrito                | MpD   | MpD | PAICV | PAICV | UCID  | UCID | PTS  | PTS | PP   | PP | PSD  | PSD | D  | Votantes |
| ----------------------- | ----- | --- | ----- | ----- | ----- | ---- | ---- | --- | ---- | -- | ---- | --- | -- | -------- |
| Distrito                |       |     |       |       |       |      |      |     |      |    |      |     | D  | Votantes |
| Boa Vista               | 42,26 | 1   | 40,75 | 1     | 9,59  | -    | -    | -   | 2,80 | -  | -    | -   | 2  | 4 785    |
| Brava                   | 57,72 | 1   | 37,46 | 1     | 3,03  | -    | -    | -   | -    | -  | -    | -   | 2  | 2 512    |
| Fogo                    | 47,92 | 2   | 49,21 | 3     | 1,63  | -    | -    | -   | -    | -  | -    | -   | 5  | 15 370   |
| Maio                    | 56,19 | 1   | 34,94 | 1     | 6,40  | -    | -    | -   | -    | -  | -    | -   | 2  | 3 360    |
| Sal                     | 56,19 | 3   | 26,69 | 1     | 14,52 | -    | -    | -   | -    | -  | -    | -   | 4  | 11 850   |
| Santiago Norte          | 53,93 | 8   | 39,39 | 6     | 1,98  | -    | 1,25 | -   | 0,37 | -  | 0,19 | -   | 14 | 48 119   |
| Santiago Sul            | 48,71 | 10  | 44,25 | 9     | 2,38  | -    | 1,65 | -   | 0,56 | -  | 0,26 | -   | 19 | 64 013   |
| Santo Antão             | 56,30 | 4   | 28,34 | 2     | 12,39 | -    | -    | -   | -    | -  | -    | -   | 6  | 21 487   |
| São Nicolau             | 53,97 | 1   | 33,62 | 1     | 7,64  | -    | -    | -   | -    | -  | -    | -   | 2  | 5 785    |
| São Vicente             | 37,23 | 4   | 25,01 | 2     | 34,34 | 4    | 0,89 | -   | -    | -  | -    | -   | 10 | 31 517   |
| África                  | 47,03 | 1   | 48,38 | 1     | 1,45  | -    | 0,77 | -   | 0,48 | -  | 0,42 | -   | 2  | 3 111    |
| América                 | 33,23 | 1   | 63,16 | 1     | 1,91  | -    | 0,30 | -   | 0,30 | -  | 0,06 | -   | 2  | 4 965    |
| Europa e Resto do Mundo | 39,83 | 1   | 49,90 | 1     | 6,44  | -    | 1,24 | -   | 0,63 | -  | -    | -   | 2  | 8 887    |
| Cabo Verde              | 48,78 | 38  | 38,56 | 30    | 8,79  | 4    | 0,93 | -   | 0,34 | -  | 0,12 | -   | 72 | 225 761  |

#### Boa Vista
| Partido                 | Partido                                         | Votos | %               | +/-   | Deputados | +/-     |
| ----------------------- | ----------------------------------------------- | ----- | --------------- | ----- | --------- | ------- |
|                         | Movimento para a Democracia                     | 2 022 | 42,26 / 100,00  | 17,82 | 1 / 2     | Estável |
|                         | Partido Africano da Independência de Cabo Verde | 1 950 | 40,75 / 100,00  | 9,16  | 1 / 2     | Estável |
|                         | União Caboverdiana Independente e Democrática   | 459   | 9,59 / 100,00   | 3,07  | 0 / 2     | Estável |
|                         | Partido Popular                                 | 134   | 2,80 / 100,00   | -     | 0 / 2     | -       |
| Votos Inválidos         | Votos Inválidos                                 | 220   | 4,60 / 100,00   | 2,79  |           |         |
| Total                   | Total                                           | 4 785 | 100,00 / 100,00 |       | 2 / 2     |         |
| Eleitorado/Participação | Eleitorado/Participação                         | 7 856 | 60,91 / 100,00  | 1,91  |           |         |

#### Brava
| Partido                 | Partido                                         | Votos | %               | +/-   | Deputados | +/-     |
| ----------------------- | ----------------------------------------------- | ----- | --------------- | ----- | --------- | ------- |
|                         | Movimento para a Democracia                     | 1 450 | 57,72 / 100,00  | 9,54  | 1 / 2     | Estável |
|                         | Partido Africano da Independência de Cabo Verde | 941   | 37,46 / 100,00  | 10,04 | 1 / 2     | Estável |
|                         | União Caboverdiana Independente e Democrática   | 76    | 3,03 / 100,00   | 0,21  | 0 / 2     | Estável |
| Votos Inválidos         | Votos Inválidos                                 | 45    | 1,79 / 100,00   | 0,29  |           |         |
| Total                   | Total                                           | 2 512 | 100,00 / 100,00 |       | 2 / 2     |         |
| Eleitorado/Participação | Eleitorado/Participação                         | 4 568 | 54,99 / 100,00  | 10,37 |           |         |

#### Fogo
| Partido                 | Partido                                         | Votos  | %               | +/-  | Deputados | +/-     |
| ----------------------- | ----------------------------------------------- | ------ | --------------- | ---- | --------- | ------- |
|                         | Partido Africano da Independência de Cabo Verde | 7 564  | 49,21 / 100,00  | 0,40 | 3 / 5     | 1       |
|                         | Movimento para a Democracia                     | 7 365  | 47,92 / 100,00  | 1,16 | 2 / 5     | 1       |
|                         | União Caboverdiana Independente e Democrática   | 251    | 1,63 / 100,00   | 0,84 | 0 / 5     | Estável |
| Votos Inválidos         | Votos Inválidos                                 | 182    | 1,18 / 100,00   | 0,37 |           |         |
| Total                   | Total                                           | 15 370 | 100,00 / 100,00 |      | 5 / 5     |         |
| Eleitorado/Participação | Eleitorado/Participação                         | 25 886 | 59,37 / 100,00  | 7,91 |           |         |

#### Maio
| Partido                 | Partido                                         | Votos | %               | +/-  | Deputados | +/-     |
| ----------------------- | ----------------------------------------------- | ----- | --------------- | ---- | --------- | ------- |
|                         | Movimento para a Democracia                     | 1 888 | 56,19 / 100,00  | 0,89 | 1 / 2     | Estável |
|                         | Partido Africano da Independência de Cabo Verde | 1 174 | 34,94 / 100,00  | 3,24 | 1 / 2     | Estável |
|                         | União Caboverdiana Independente e Democrática   | 215   | 6,40 / 100,00   | 3,35 | 0 / 2     | Estável |
| Votos Inválidos         | Votos Inválidos                                 | 83    | 2,47 / 100,00   | 0,78 |           |         |
| Total                   | Total                                           | 3 360 | 100,00 / 100,00 |      | 2 / 2     |         |
| Eleitorado/Participação | Eleitorado/Participação                         | 5 009 | 67,08 / 100,00  | 8,28 |           |         |

#### Sal
| Partido                 | Partido                                         | Votos  | %               | +/-  | Deputados | +/-     |
| ----------------------- | ----------------------------------------------- | ------ | --------------- | ---- | --------- | ------- |
|                         | Movimento para a Democracia                     | 6 659  | 56,19 / 100,00  | 3,84 | 3 / 4     | 1       |
|                         | Partido Africano da Independência de Cabo Verde | 3 163  | 26,69 / 100,00  | 3,15 | 1 / 4     | Estável |
|                         | União Caboverdiana Independente e Democrática   | 1 720  | 14,52 / 100,00  | 6,73 | 0 / 4     | Estável |
| Votos Inválidos         | Votos Inválidos                                 | 307    | 2,59 / 100,00   | 0,70 |           |         |
| Total                   | Total                                           | 11 850 | 100,00 / 100,00 |      | 4 / 4     | 1       |
| Eleitorado/Participação | Eleitorado/Participação                         | 19 618 | 60,40 / 100,00  | 2,74 |           |         |

#### Santiago Norte
| Partido                 | Partido                                         | Votos  | %               | +/-     | Deputados | +/-     |
| ----------------------- | ----------------------------------------------- | ------ | --------------- | ------- | --------- | ------- |
|                         | Movimento para a Democracia                     | 25 952 | 53,93 / 100,00  | 1,26    | 8 / 14    | Estável |
|                         | Partido Africano da Independência de Cabo Verde | 18 952 | 39,39 / 100,00  | 1,19    | 6 / 14    | Estável |
|                         | União Caboverdiana Independente e Democrática   | 951    | 1,98 / 100,00   | 0,16    | 0 / 14    | Estável |
|                         | Partido de Trabalho e Solidariedade             | 602    | 1,25 / 100,00   | -       | 0 / 14    | -       |
|                         | Partido Popular                                 | 178    | 0,37 / 100,00   | 0,48    | 0 / 14    | Estável |
|                         | Partido Social Democrático                      | 92     | 0,19 / 100,00   | -       | 0 / 14    | -       |
| Votos Inválidos         | Votos Inválidos                                 | 1 346  | 100,00 / 100,00 | Aumento |           |         |
| Total                   | Total                                           | 48 119 | 100,00 / 100,00 |         | 14 / 14   |         |
| Eleitorado/Participação | Eleitorado/Participação                         | 77 634 | 61,98 / 100,00  | 8,97    |           |         |

#### Santiago Sul
| Partido                 | Partido                                         | Votos   | %               | +/-   | Deputados | +/-     |
| ----------------------- | ----------------------------------------------- | ------- | --------------- | ----- | --------- | ------- |
|                         | Movimento para a Democracia                     | 31 180  | 48,71 / 100,00  | 9,14  | 10 / 19   | 1       |
|                         | Partido Africano da Independência de Cabo Verde | 28 326  | 44,25 / 100,00  | 6,09  | 9 / 19    | 2       |
|                         | União Caboverdiana Independente e Democrática   | 1 523   | 2,38 / 100,00   | 0,26  | 0 / 19    | Estável |
|                         | Partido de Trabalho e Solidariedade             | 1 056   | 1,65 / 100,00   | 1,49  | 0 / 19    | Estável |
|                         | Partido Popular                                 | 358     | 0,56 / 100,00   | 0,13  | 0 / 19    | Estável |
|                         | Partido Social Democrático                      | 163     | 0,26 / 100,00   | 0,07  | 0 / 19    | Estável |
| Votos Inválidos         | Votos Inválidos                                 | 1 345   | 2,10 / 100,00   | 1,02  |           |         |
| Total                   | Total                                           | 64 013  | 100,00 / 100,00 |       | 19 / 19   | 1       |
| Eleitorado/Participação | Eleitorado/Participação                         | 104 479 | 61,27 / 100,00  | 10,45 |           |         |

#### Santo Antão
| Partido                 | Partido                                         | Votos  | %               | +/-  | Deputados | +/-     |
| ----------------------- | ----------------------------------------------- | ------ | --------------- | ---- | --------- | ------- |
|                         | Movimento para a Democracia                     | 12 097 | 56,30 / 100,00  | 2,37 | 4 / 6     | Estável |
|                         | Partido Africano da Independência de Cabo Verde | 6 091  | 28,34 / 100,00  | 8,31 | 2 / 6     | 1       |
|                         | União Caboverdiana Independente e Democrática   | 2 662  | 12,39 / 100,00  | 5,94 | 0 / 6     | Estável |
| Votos Inválidos         | Votos Inválidos                                 | 635    | 2,95 / 100,00   | 0,02 |           |         |
| Total                   | Total                                           | 21 487 | 100,00 / 100,00 |      | 6 / 6     | 1       |
| Eleitorado/Participação | Eleitorado/Participação                         | 31 937 | 67,28 / 100,00  | 7,07 |           |         |

#### São Nicolau
| Partido                 | Partido                                         | Votos | %               | +/-   | Deputados | +/-     |
| ----------------------- | ----------------------------------------------- | ----- | --------------- | ----- | --------- | ------- |
|                         | Movimento para a Democracia                     | 3 122 | 53,97 / 100,00  | 3,85  | 1 / 2     | Estável |
|                         | Partido Africano da Independência de Cabo Verde | 1 945 | 33,62 / 100,00  | 0,62  | 1 / 2     | Estável |
|                         | União Caboverdiana Independente e Democrática   | 442   | 7,64 / 100,00   | 3,21  | 0 / 2     | Estável |
| Votos Inválidos         | Votos Inválidos                                 | 276   | 4,77 / 100,00   | 1,26  |           |         |
| Total                   | Total                                           | 5 785 | 100,00 / 100,00 |       | 2 / 2     |         |
| Eleitorado/Participação | Eleitorado/Participação                         | 9 745 | 59,36 / 100,00  | 10,17 |           |         |

#### São Vicente
| Partido                 | Partido                                         | Votos  | %               | +/-   | Deputados | +/- |
| ----------------------- | ----------------------------------------------- | ------ | --------------- | ----- | --------- | --- |
|                         | Movimento para a Democracia                     | 11 733 | 37,23 / 100,00  | 7,52  | 4 / 10    | 1   |
|                         | União Caboverdiana Independente e Democrática   | 10 822 | 34,34 / 100,00  | 5,71  | 4 / 10    | 1   |
|                         | Partido Africano da Independência de Cabo Verde | 7 881  | 25,01 / 100,00  | 0,35  | 2 / 10    | 1   |
|                         | Partido de Trabalho e Solidariedade             | 280    | 0,89 / 100,00   | -     | 0 / 10    | -   |
| Votos Inválidos         | Votos Inválidos                                 | 801    | 2,54 / 100,00   | 0,58  |           |     |
| Total                   | Total                                           | 31 517 | 100,00 / 100,00 |       | 10 / 10   | 1   |
| Eleitorado/Participação | Eleitorado/Participação                         | 53 638 | 58,76 / 100,00  | 11,08 |           |     |

#### África
| Partido                 | Partido                                         | Votos | %               | +/-   | Deputados | +/-     |
| ----------------------- | ----------------------------------------------- | ----- | --------------- | ----- | --------- | ------- |
|                         | Partido Africano da Independência de Cabo Verde | 1 505 | 48,38 / 100,00  | 7,31  | 1 / 2     | Estável |
|                         | Movimento para a Democracia                     | 1 463 | 47,03 / 100,00  | 7,11  | 1 / 2     | Estável |
|                         | União Caboverdiana Independente e Democrática   | 45    | 1,45 / 100,00   | 0,01  | 0 / 2     | Estável |
|                         | Partido de Trabalho e Solidariedade             | 24    | 0,77 / 100,00   | -     | 0 / 2     | -       |
|                         | Partido Popular                                 | 15    | 0,48 / 100,00   | -     | 0 / 2     | -       |
|                         | Partido Social Democrático                      | 13    | 0,42 / 100,00   | 0,07  | 0 / 2     | Estável |
| Votos Inválidos         | Votos Inválidos                                 | 46    | 1,48 / 100,00   | 0,68  |           |         |
| Total                   | Total                                           | 3 111 | 100,00 / 100,00 |       | 2 / 2     |         |
| Eleitorado/Participação | Eleitorado/Participação                         | 7 288 | 42,69 / 100,00  | 11,22 |           |         |

#### América
| Partido                 | Partido                                         | Votos  | %               | +/-  | Deputados | +/-     |
| ----------------------- | ----------------------------------------------- | ------ | --------------- | ---- | --------- | ------- |
|                         | Partido Africano da Independência de Cabo Verde | 3 136  | 63,16 / 100,00  | 7,61 | 1 / 2     | Estável |
|                         | Movimento para a Democracia                     | 1 650  | 33,23 / 100,00  | 8,84 | 1 / 2     | Estável |
|                         | União Caboverdiana Independente e Democrática   | 95     | 1,91 / 100,00   | 0,92 | 0 / 2     | Estável |
|                         | Partido de Trabalho e Solidariedade             | 15     | 0,30 / 100,00   | -    | 0 / 2     | -       |
|                         | Partido Popular                                 | 15     | 0,30 / 100,00   | -    | 0 / 2     | -       |
|                         | Partido Social Democrático                      | 3      | 0,06 / 100,00   | 0,22 | 0 / 2     | Estável |
| Votos Inválidos         | Votos Inválidos                                 | 51     | 1,03 / 100,00   | 0,09 |           |         |
| Total                   | Total                                           | 4 965  | 100,00 / 100,00 |      | 2 / 2     |         |
| Eleitorado/Participação | Eleitorado/Participação                         | 11 493 | 43,20 / 100,00  | 7,91 |           |         |

#### Europa e Resto do Mundo
| Partido                 | Partido                                         | Votos  | %               | +/-   | Deputados | +/-     |
| ----------------------- | ----------------------------------------------- | ------ | --------------- | ----- | --------- | ------- |
|                         | Partido Africano da Independência de Cabo Verde | 4 435  | 49,90 / 100,00  | 8,30  | 1 / 2     | Estável |
|                         | Movimento para a Democracia                     | 3 540  | 39,83 / 100,00  | 13,21 | 1 / 2     | Estável |
|                         | União Caboverdiana Independente e Democrática   | 573    | 6,44 / 100,00   | 3,08  | 0 / 2     | Estável |
|                         | Partido de Trabalho e Solidariedade             | 111    | 1,24 / 100,00   | -     | 0 / 2     | -       |
|                         | Partido Popular                                 | 56     | 0,63 / 100,00   | -     | 0 / 2     | -       |
| Votos Inválidos         | Votos Inválidos                                 | 172    | 1,94 / 100,00   | 0,24  |           |         |
| Total                   | Total                                           | 8 887  | 100,00 / 100,00 |       | 2 / 2     |         |
| Eleitorado/Participação | Eleitorado/Participação                         | 33 748 | 26,33 / 100,00  | 1,86  |           |         |